# 세상에서 가장 무거운 싸움
《세상에서 가장 무거운 싸움》은 1995년 6월 20일, 도서출판 세계사에서 발행한 시인 김승희의 여섯 번째 시집이다. 
〈세상에서 가장 무거운 싸움〉은 당연과 물론의 세계에 길들여져 있는 나 자신과의 싸움이기도 하다. 당연의 속박을 풀기 위해서는 참으로 순결하고 힘찬 야성이 요청된다는 것을 느낀다. 활활 타오르는 상처의 꽃에서 훨훨 날아가는 새의 날개의 푸드득 솟구쳐 오름을 느꼈을 때…… 미소지었던 적이 있다. 나의 시가 그런 웃기면서도 엄숙한 어둠의 축제가 되었으면.— 김승희 시인, 자서(自序)

치솟는 불덩어리의 힘에 못 이겨 신기(神氣) 오른 무녀처럼 하늘로 날개를 달고, 무한을 꿈꾸며 날아오르는 시인의 모습이 떠오른다. 한번 무한을 꿈꾼 자라면, 한번 무한의 세계에서 빛나는 황금별의 환상을 만난 사람이라면, 무한을 포기하고 황금별을 포기한다는 것은 불가능하다. 이처럼 비록 그 세계에 도달한다는 것이 실제로는 불가능하다 하더라도, 그의 몸 속에 간직한 불덩어리가 소진되기 전까지는, 그 세계에의 도달을 꿈꿀 수밖에 없다고 말하는 것이 김승희의 이번 시집이다.— 정효구, 해설